# Zenú
Els Sinú o Zenú són un poble indígena de Colòmbia, que el seu territori ancestral està constituït per les valls del riu Sinú, el San Jorge i el litoral Carib als voltants del Golf de Morrosquillo, en els actuals departaments colombians de Córdoba i Sucre. El cens colombià de 2018 va mostrar 307.091 zenús a Colòmbia.

## Història

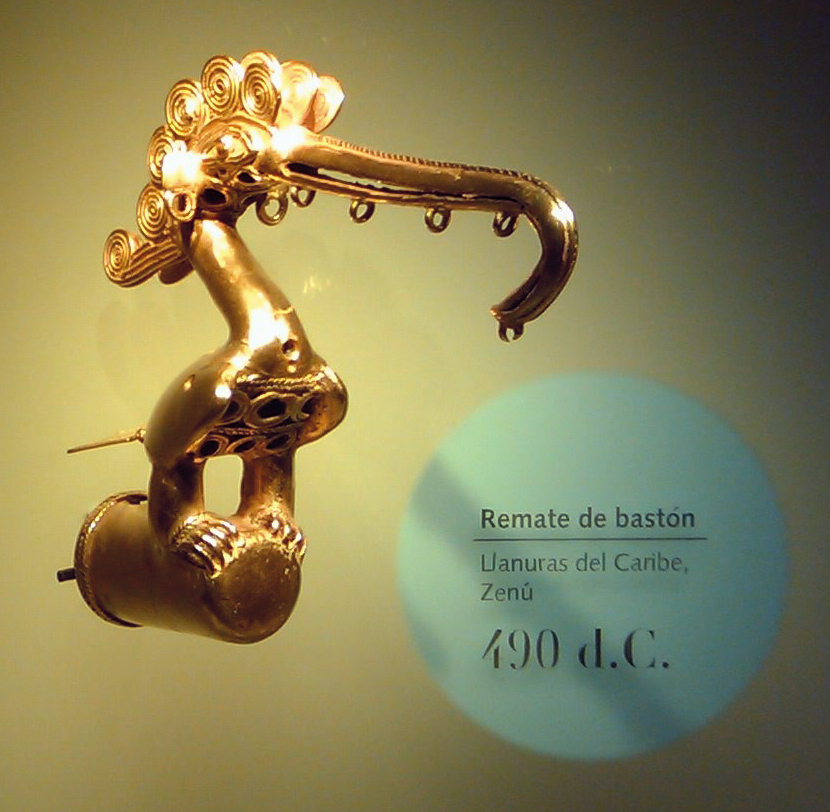
Acabat de bastó zenú, exposat al Museo del Oro de Bogotà.

Situada entre les foies dels rius Sinú, San Jorge i Nechí, l'explotació de rics jaciments d'or i la fabricació de joies, van constituir el principal producte d'aquesta regió. Els seus enormes temples i santuaris guardaven grans ídols de fusta enchapados en làmina d'or i gran quantitat d'objectes del mateix metall, que van despertar l'avidesa dels conqueridors i van donar origen a cruents saquejos.
A més de ser grans orfebres, van ser bons ceramistes, així s'aprecia en el bon desenvolupament de la tècnica terrissaire. Entre les formes més abundants de la ceràmica d'aquesta zona figuren les copes, la pota de les quals és una figura de dona o d'home que, parada en un pedestal, sosté al cap el bol de la copa.
Les representacions de saures, ocells, aquàtics i felins, que també van ser freqüents en la decoració de recipients, corrons i pintaderas. Són comuns les copes de base campaniforme, bols i escudelles, ofrendatarios en forma de canastres, xiulets esferoides o ornitomorfs.
El poblament del litoral Carib colombià es va iniciar fa més de 4.000 anys. Fa 6.000 anys els habitants de la regió, van modelar la que fins ara és una de les més antigues ceràmiques conegudes a Amèrica i combinaven l'explotació de la pesca i la caça amb l'agricultura intensiva de tubercles.
Per ser zona amb abundància d'aigua, des d'aproximadament 200 a.C. endavant, els sinúes van formar una espècie de societat hidràulica que va construir un sofisticat sistema de canals de drenatge, que els permetia controlar les inundacions i adequar extenses zones per als habitatges i especialment per als cultius. El sistema, que va anar expandint-se progressivament, va arribar a cobrir fins a 500.000 hectàrees de sòl llotós sobre l'any 1000.
La orfebreria i la terrisseria van registrar un notable desenvolupament, sent molt reconeguts els seus adorns d'or fos i batut. La filigrana l'aconseguien mitjançant cera perduda. Aquesta civilització va perdurar fins al segle X. En la terrisseria representaven a la dona com símbol de fertilitat, respecte, creixement de la població i com una líder Espiritual.
En l'època de la conquesta espanyola, els sinúes o zenúes, habitaven les sabanes no inundables i tenien relacions comercials amb els seus veïns de la regió muntanyenca de Sant Jacinto i de les riberes del riu Magdalena. En el segle XI es destacava el gran centre religiós de Finzenú, a la vall del Sinú, que estava sota la direcció d'una dona que exercia el seu domini sobre diverses poblacions limítrofes. El Panzenú era la denominació del vall de San Jorge; i Zenufana la vall del Nechí i el baix Cauca, zona de producció d'or.

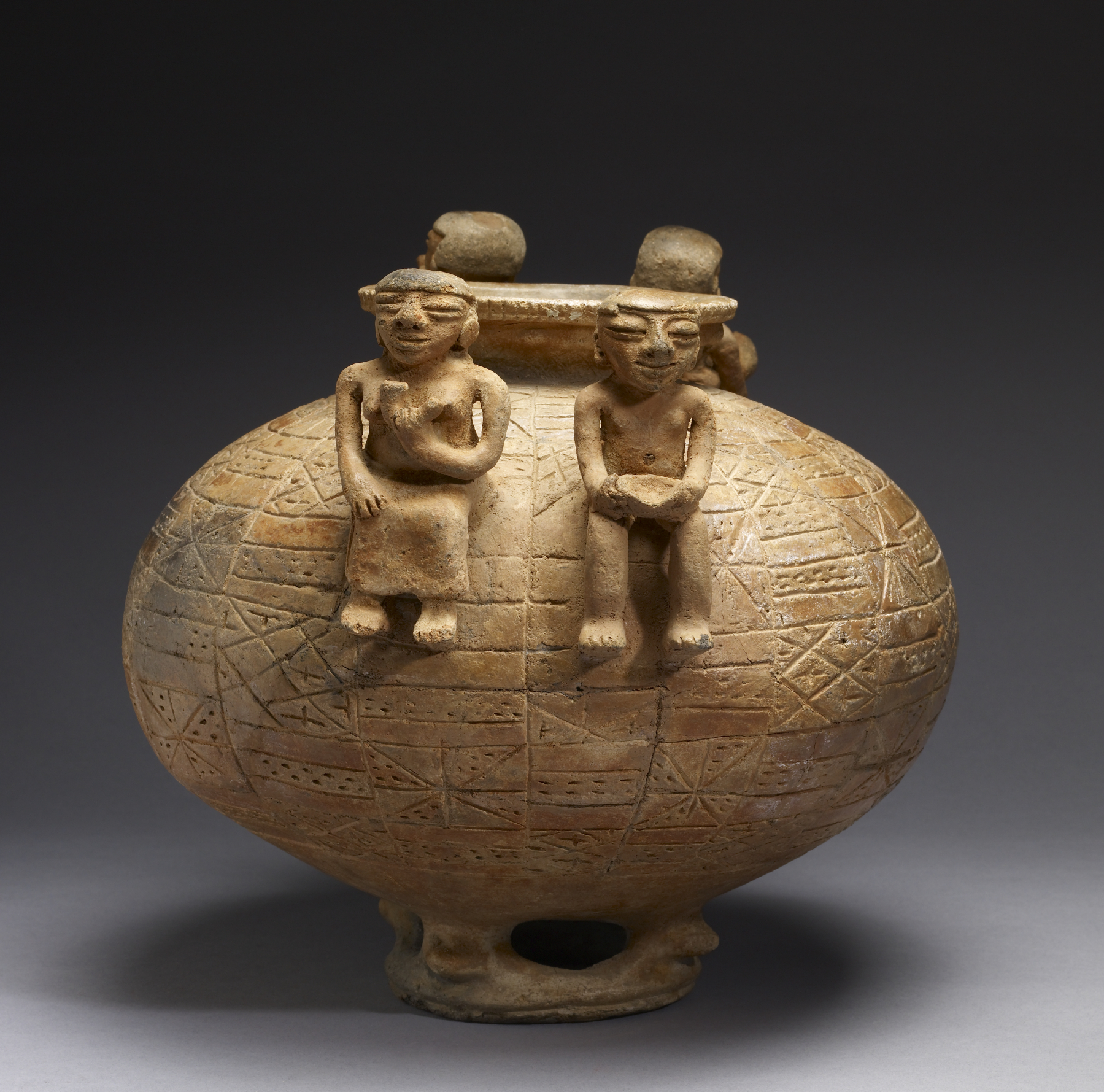
Olla de ceràámica sinú amb base anular i figures assegudes.

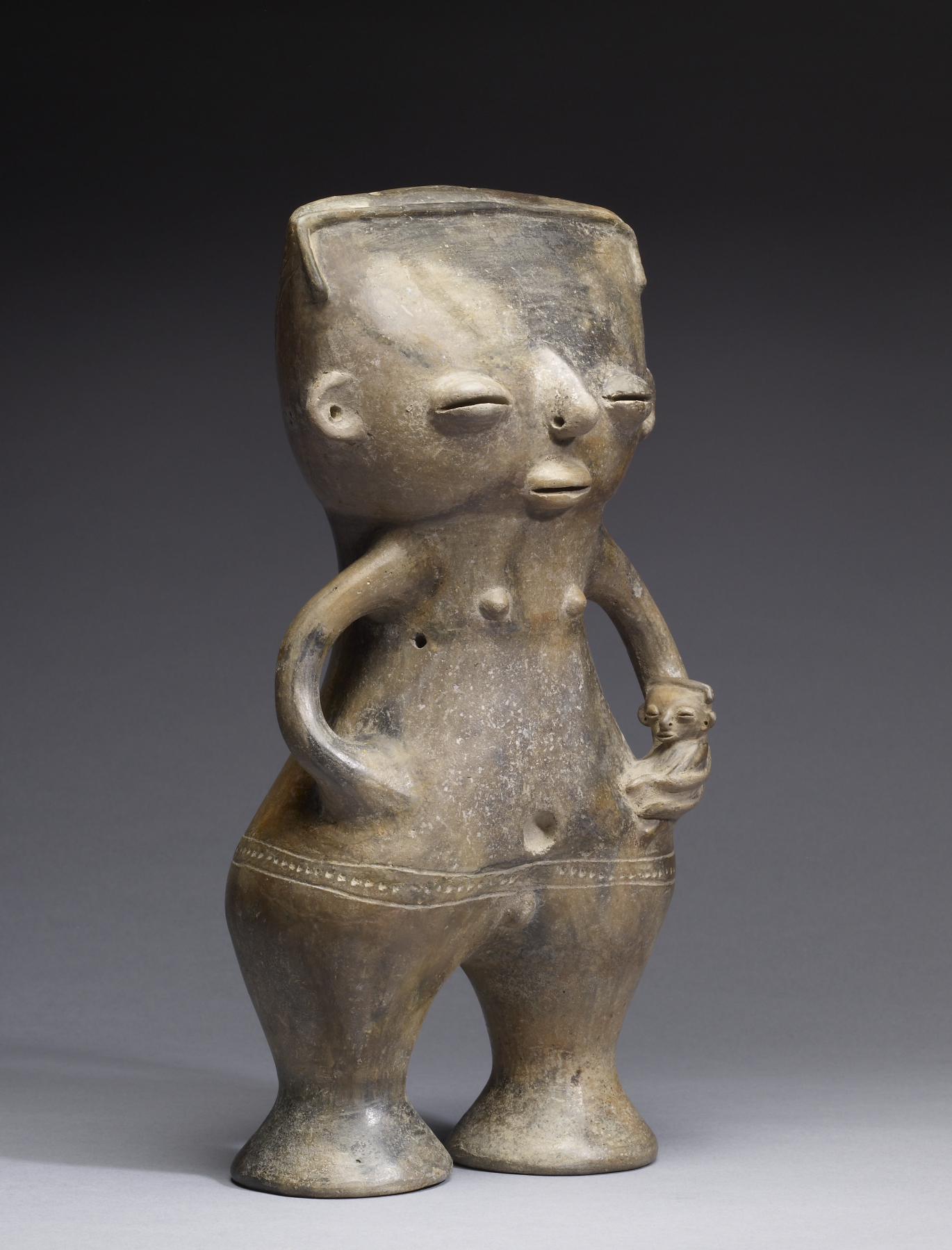
Cultura sinú: Mare i fill en terracota. Museu Walters.

Amb la Conquesta i la Colonització espanyola, es va iniciar un procés sistemàtic i violent de despulla de les terres a les comunitats indígenes sinúes. En el segle XV, al contacte amb els hispans i altres poblacions no indígenes es van produir canvis considerables en la cultura Sinú, com la pèrdua de capacitat organitzativa tradicional que van ser desestructurades en implementar institucions com la d'encàrrec i culturalización. Sorgeix així en aquest segle, l'encàrrec, donant origen a la formació d'hisendes, mercès de terres i adjudicacions a llauradors espanyols, mestissos, negres, zambos i mulats.
Els sinúes parlaven la llengua guajiba o guamacó, que va desaparèixer ràpidament durant la conquesta. A la fi del segle XVIII només es parlava als pobles de Cereté i San o a l'alt San, però després de la prohibició de les llengües indígenes en 1770 pel rei d'Espanya va desaparèixer completament sobrevivint només alguns topònims i noms de la flora i fauna així com alguns vocables del dialecte col·loquial costeny sabaner, com "pechiche", entre d'altres.
A les rodalies dels poblrs de San Jacinto i de San Juan Nepomuceno es troben els Petroglifs de San Jacinto, importants restes arqueològiques de la cultura sinú.

### Resguard
Durant el segle xviii, els espanyols van reconèixer tres Resguardos Indígenas al Districte de Tolú: a San Nicolás de Bari (Lorica), San Sebastián de Urabá i San Andrés de Sotavento (Mexión), amb els seus annexos Chinú i Pinchorroy (Chimá) i Sahagún.
En 1773, el rei d'Espanya va reconèixer el territori de San Andrés de Sotavento com a resguard indígena, després d'un llarg procés de delimitació. Aquest resguard de 83 mil hectàrees va subsistir fins a començaments del segle XX quan va ser dissolt mitjançant la llei 55 de 1905, dictada per l'Assemblea Nacional Constituent.
Els indígenes van lluitar, especialment des de 1969 per recuperar el seu resguard. En 1990 l'estat va reconstituir el Resguard de San Andrés de Sotavento amb 10 000 hectàrees i progressivament ho va ampliar fins a aconseguir 23.000 hectàrees per a una població estimada en 33.000 habitants. Durant el procés de lluita per la terra desenes de líders dels sinúes van ser assassinats.
Altres comunitats sinú a Sucre i Còrdova han aconseguit reorganitzar-se i en l'actualitat funcionen capítols i organitzacions regionals d'autoritats indígenes, que els regeixen, representen i reivindiquen la recuperació dels resguards. El fenomen organitzatiu i de reidentificació cultural es va reflectir en el cens de població de 2005. Actualment en el seu lideratge existeix la presència del cacic major municipal, líder comunitari encarregat de solucionar no sols els problemes que es presenten entre els habitants de la població, sinó també per als arranjaments matrimonials, realitzats per l'església catòlica, furts que poden ser pagats amb diners o altres sancions.
Avui dia es troben organitzats en “capítols” locals. Es destaquen les regions de Sucre i Còrdova on les comunitats es troben organitzades al voltant del Cabildo Major del Resguard de Sant Andrés de Sotavent i en capítols menors. És de ressaltar la lluita per la terra com una constant de les seves demandes.
“l'organització polític-administrativa està conformada per un capítol central de deu indígenes, encapçalat per un cacic. Li segueixen en jerarquia un capità major, un secretari, un tresorer, un fiscal, un oficial major i cinc agutzils el període dels quals és de dos anys. En els corriols la comunitat es troba el capítols menors, triats per un any els quals representen l'autoritat del seu capítol central i serveixen com a primera instància en solució de conflictes interns”... El cacic actual (any 2013) és Eder Espitia.

## Economia

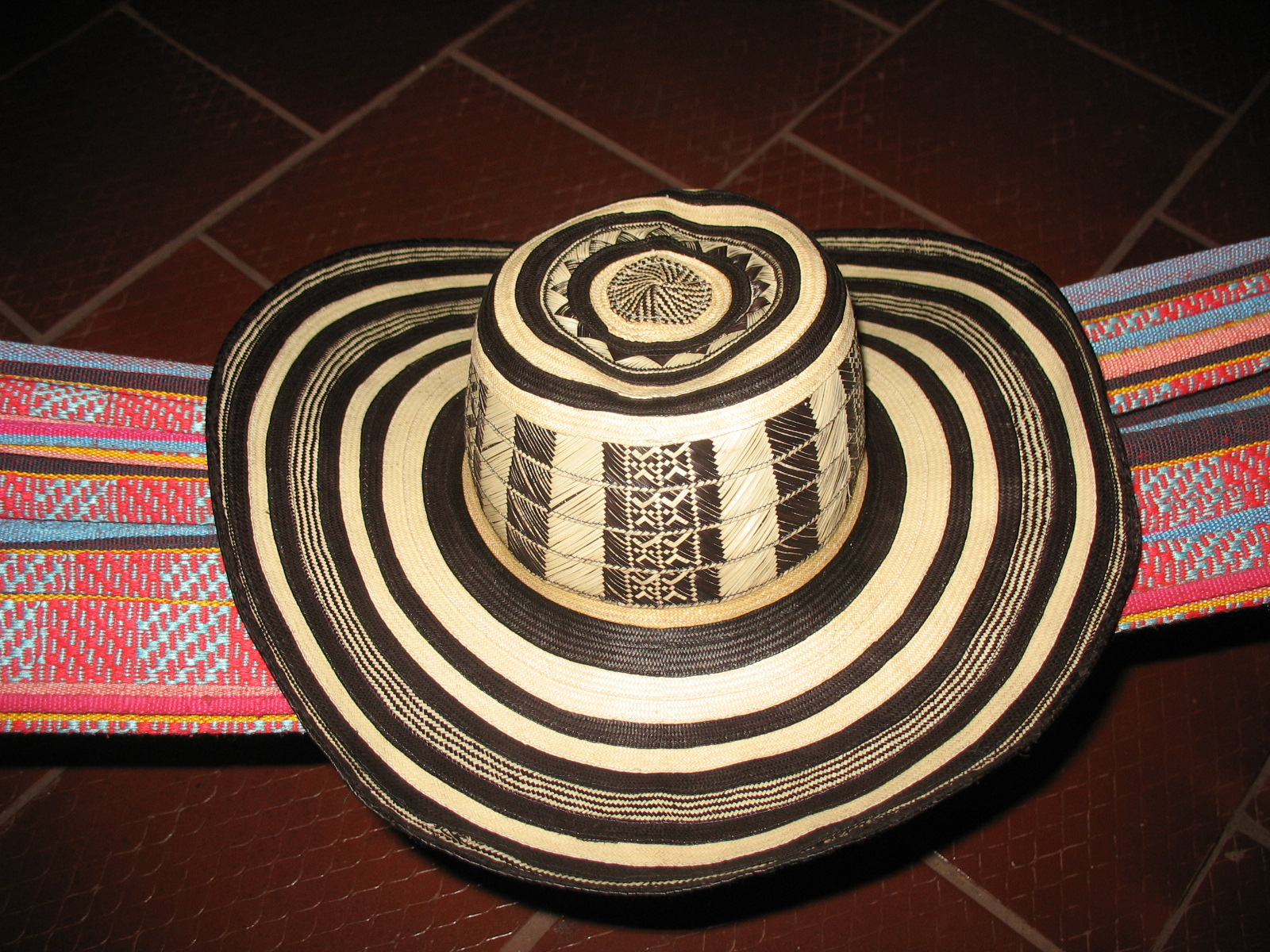
Barret zenú.

Les seves principals activitats són la agricultura i la artesania. Conreen blat de moro, ají, iuca, fríjolés, ahuyama, nyams, fruiters com patilla, meló, mango, corozo, guaiaba i guanábana i usen diverses palmes, gramínies i bejucos per a artesanies i construcció d'habitatges.
Una activitat addicional és la pesca. Durant la Setmana Santa, a més de peix, mengen com a plat especial la "babilla" (Caiman crocodylus fuscus) i la tortuga "hicotea" (Trachemys scripta callirostris), que a vegades crien en petita escala. Secundàriament cacen ñeques i ocells com el corb de mar o "ànec corb" (Phalacrocorax olivaceus) i diferents paves.
Com a artesans es destaquen en el trenat en fibres vegetals per a fabricar barrets i altres objectes, que actualment són exportats a diversos països. El sombrero vueltiao es fabrica a partir de la fibra extreta de la "canya fletxa" (Gynerium sagitatum). La fibra de "napa" (Manicaria saccifera) s'usa per a elaborar canastres, florers, escombres, ventalls i estores.